# Ben Zyskowicz
Ben Berl Zyskowicz (né le 24 mai 1954 à Helsinki) est un homme politique, député du parti de la coalition nationale pour la circonscription d'Helsinki depuis 1979.

## Biographie
Zyskowicz nait à Kamppi.
Son père docker Abram Zyskowicz (1917–1960) est originaire de Kielce en Pologne.
La mère de Ben Zyskowicz, Ester Fridman (1920–2002) travaille au commutateur téléphonique de Paulig,.
Abram Zyskowicz survit aux camps de concentration d'Oranienbourg-Sachsenhausen et de Majdanek, et est réfugié en Suède.
En Suède, Abram Zyskowicz rencontre Ester Fridman, qui y habite temporairement, et il l'épouse. Leur fille Carmela naît en 1952.
L'année suivante, la famille s'installe en Finlande et Ben Zyskowicz y naît un an plus tard. Abram Zyskowicz se noie quand Ben a six ans.
À leur naissance, Ben et sa sœur Carmela sont citoyens polonais et le resteront jusqu'en 1959, date à laquelle ils obtiennent la nationalité finlandaise.
En famille, on parle suédois, et à l'école juive d'Helsinki, Ben parle finnois.